# Fumie

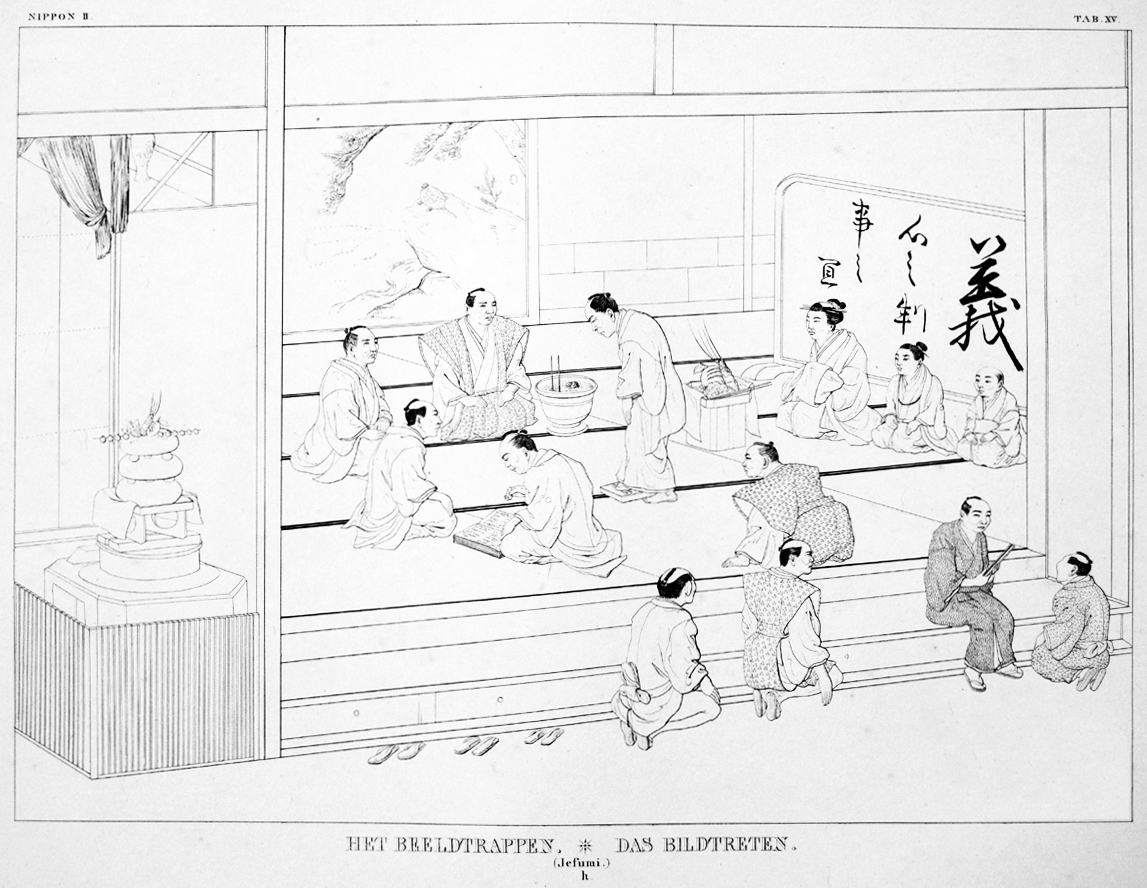
Bild-Treten im frühen 19. Jahrhundert in Nagasaki, abgedruckt in Philipp Franz von Siebolds „Nippon“ (Leiden, 1832–1852, Abt.II, Tab.XV)

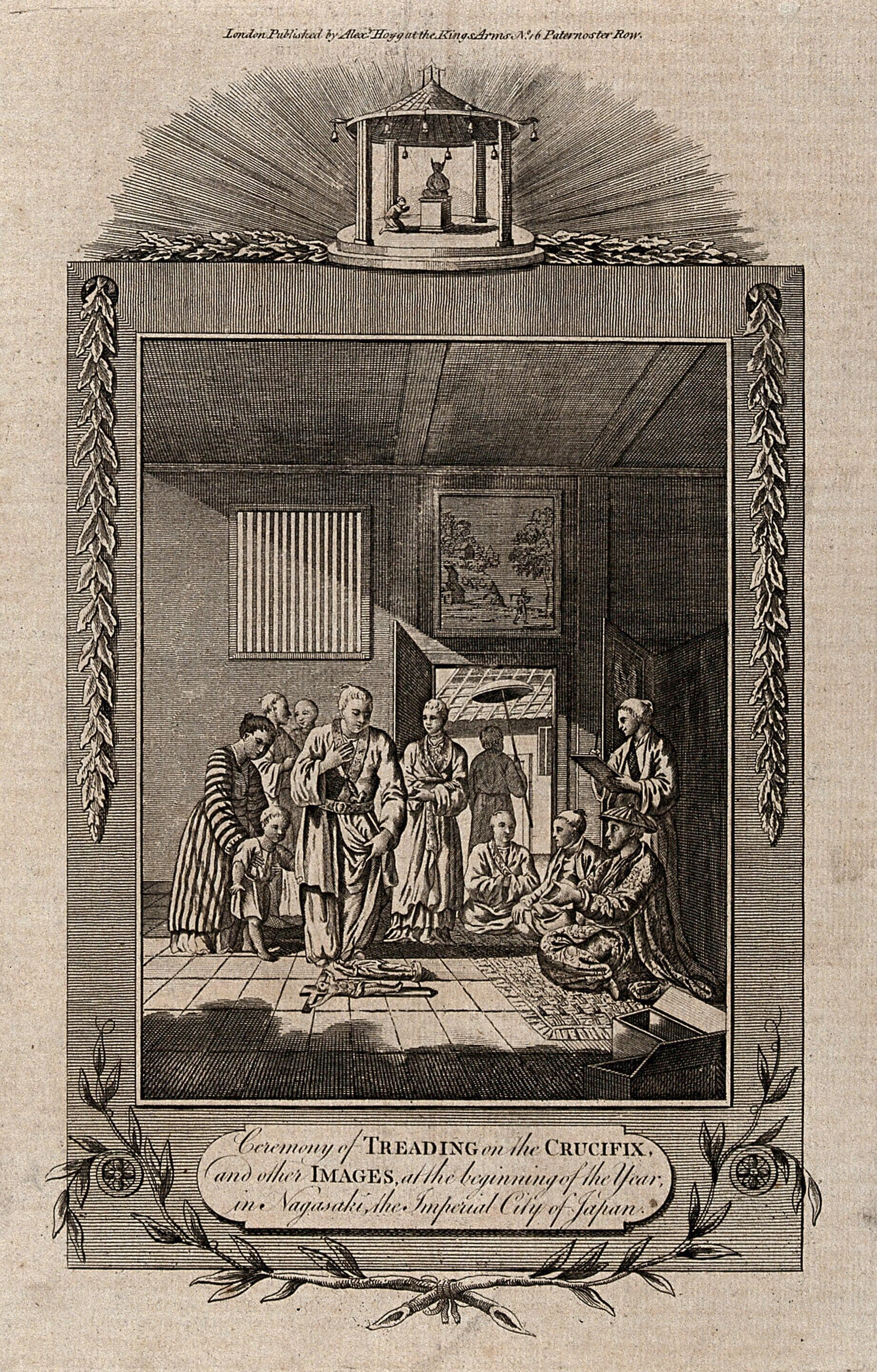
Bild-Treten in Nagasaki. „Orientalisierende“ Gestaltung eines anonymen Kupferstechers, abgedruckt John Hamilton Moores „New and Complete Collection of Voyages and Travels“ (London 1789)

Fumie (auch Fumi-e, jap. 踏み絵; wörtlich „Tret-Bild“) ist eine in der frühen Edo-Zeit aufgekommene japanische Bezeichnung für christliche Symbole, welche die Obrigkeit einsetzte, um Anhänger des Christentums in der Bevölkerung ausfindig zu machen. Anfangs wurden gemalte Bilder oder Holzblockdrucke verwendet, die man aber wegen der schnellen Abnutzung bald durch Stein-, Holz- und Bronzerelief-Platten ersetzte. Als Motiv dienten Kreuzigungsdarstellungen und Marienbilder.
Soweit die Quellen das erkennen lassen, kamen solche „Tret-Bilder“ erstmals in den zwanziger Jahren des 17. Jahrhunderts bei der Verfolgung von Christen in Nagasaki zum Einsatz. Wer verdächtigt wurde, dem christlichen Glauben anzuhängen, dies aber bestritt bzw. dem Christentum abschwor, musste zum Beweis seiner Gesinnung das Bild vor den zuständigen Beamten mit den Füßen treten. Wer sich weigerte, wurde festgenommen und hingerichtet. In Regionen mit einem vormals hohen christlichen Bevölkerungsanteil wurde dieses Verfahren auch nach der Ausweisung der letzten Missionare und dem weitgehenden Abschluss des Landes im Jahr 1639 beibehalten und je nach regionaler Lage mehr oder minder systematisiert.
In Nagasaki, ehedem eines der wichtigsten christlichen Zentren Japans, wurde das „Bild-Treten“ (japanisch 絵踏み; efumi) alljährlich am achten Tag des ersten Monats durchgeführt. Im Laufe der Zeit nahm die Zeremonie Züge eines jahreszeitlichen Brauchtums an. Besonders die Frauen aus dem Vergnügungsviertel Maruyama sorgten mit ihren aufwendigen Kimonos für Zuschauer und Aufsehen. Einige Leiter (opperhoofden) der Faktorei Dejima, die die niederländische Ostindien-Kompanie seit 1641 in Nagasaki unterhielt, hinterließen in ihren Diensttagebüchern kurze Bemerkungen. George Meister, ein protestantischer Gärtner aus Sachsen, der 1682/83 und 1685/86 in Nagasaki lebte, gibt eine entrüstete Darstellung in seinem Werk Der orientalisch-indianische Kunst- und Lust-Gärtner. Erstaunlich gelassen fiel demgegenüber die sehr ausführliche Schilderung des Pastorensohns Engelbert Kaempfer aus, der 1690/91 als Arzt auf Dejima gearbeitet hatte:

„Die Figuren, welche in einem besonders dazu gemachten Kistchen gehalten werden, sind von Messing gegossen und etwa einen Fuß lang. Mit deren Tretung gehet es auf folgende Art zu: nachdem der Inquisitionsrat auf eine Matte sich niedergesetzt, muss sich alles aus dem Hause, groß und klein, nebst den beiwohnenden Familien in dem Gemache versammlen. Wäre etwa die Wohnung des nächsten Nachbarn zur Verrichtung der Handlung zu klein, so erscheinen diese alhier zugleich mit. Die bronzierten Figuren liegen auf dem bloßen Fußboden: der zum Jefumi bestellte Schreiber schlägt sein Musterbuch auf und lieset aller Namen ab, die so, wie sie abgelesen werden, herzukommen und über die Bilder gehen oder treten. Die Mütter heben unmündige Kinder, die noch nicht gehen können, auf und lassen sie mit den Füßen darauf nieder, welches ebenso angesehen wird, als ob sie darüber gegangen. Wenn dieses geschehen, drückt der Hausvater sein Siegel unter die Musterrolle, zum Zeugnis, daß die Inquisition bei ihnen gehalten sei, und damit deshalber die Inquisitoren bei dem Statthalter sich mögen rechtfertigen können.“

Weitere Bemerkungen finden sich in den Schriften von Japanreisenden wie J.F. van Overmeer Fisscher, Jan Cock Blomhoff, Philipp Franz von Siebold. Eine in Nagasaki angefertigte Illustration aus den frühen 19. Jahrhundert bietet von Siebold in seinem Buch NIPPON. Verständlicherweise gehen zeitgenössische Autoren aus Kreisen der katholischen Kirche auf die Vorgänge ein, sobald die Rede auf Japan kam. Stimuliert durch Kaempfers Schilderung flochten auch Schriftsteller wie Jonathan Swift (Gullivers Reisen, III. Teil, Kapitel 11) und Voltaire (Candide oder der Optimismus) die Szene in ihre Werke ein. Unter den modernen Autoren sind besonders Endō Shūsaku (Schweigen) und David Mitchell (Die tausend Herbste des Jacob de Zoet) hervorzuheben.
Mit dem von Commodore Matthew Perry erzwungenen Vertrag von Kanagawa (1854), dem darauf folgenden Englisch-Japanischen Freundschaftsvertrag (1854), dem russisch-japanischen Vertrag von Shimoda (1855) wuchs der westliche Druck auf die japanischen Behörden. Im Frühjahr 1856 gab man in Nagasaki und Shimoda das „Bild-Treten“ auf. Doch jenseits der für den Westen geöffneten Häfen hielt es sich weiter, bis schließlich 1873 das Verbot des Christentums endgültig aufgehoben wurde.
Während der Edo-Zeit wurden unbrauchbar gewordene „Tret-Bilder“ eingeschmolzen oder zerstört. Dies geschah auch während und nach der Öffnung des Landes im 19. Jahrhundert. Dennoch findet man heute in nahezu jedem einschlägigen Regionalmuseum bis hin zum Nationalmuseum Tokio zumindest einige Exponate.
In der modernen japanischen Umgangssprache wird der Terminus fumie auch frei von historisch-religiösen Konnotationen im Sinne der deutschen „Nagelprobe“ oder „Loyalitätsprobe“ verwendet.

## Fotografien

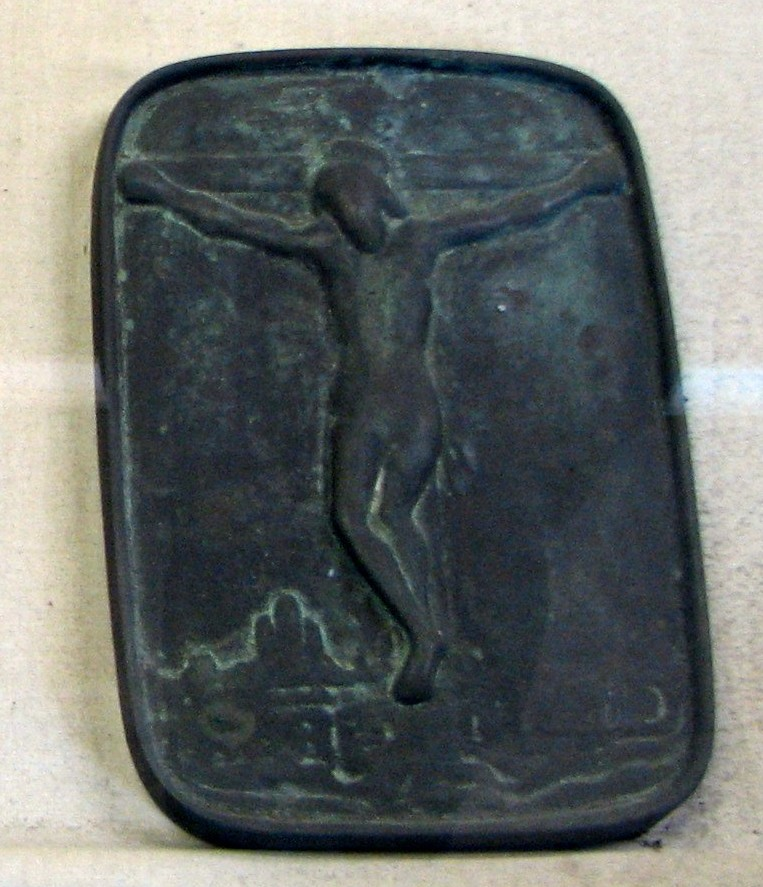
„Tret-Bild“ aus Bronze mit Kruzifixdarstellung (Nagasaki). Die Konturen sind durch die langjährige Benutzung weitgehend unkenntlich geworden.
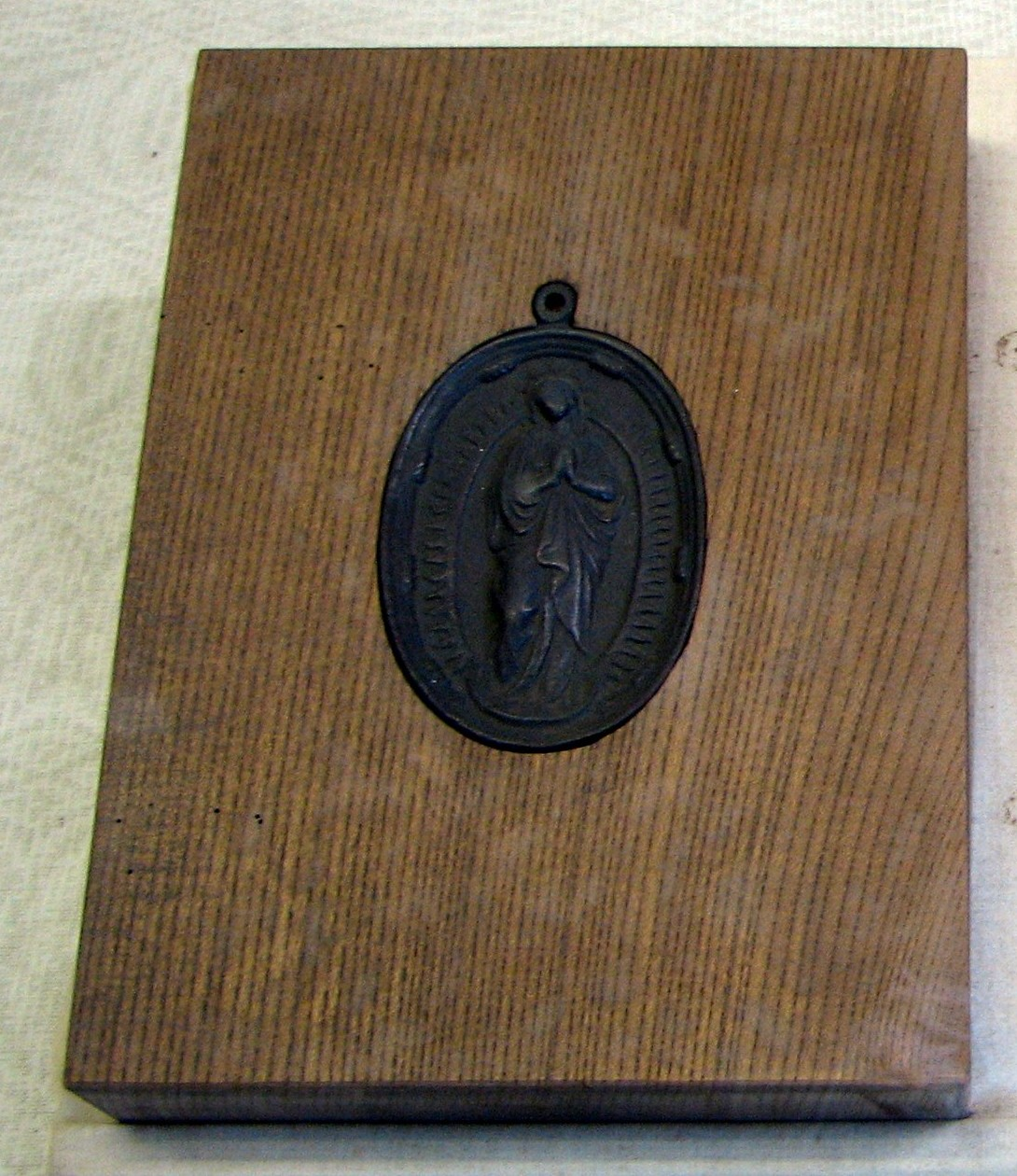
Marien-Relief (Nagasaki)